# VBI-2902
VBI-2902 ويُعرف أيضًا باسم في بي آي 2902، هو لقاح مرشح ضد مرض فيروس كورونا، تعمل شركة «فارييشن بيوتكنولوجيز» (بالإنجليزية: Variation Biotechnologies)‏ على تطويره وإنتاجه بتقنية الجسيمات الشبيهة بالفيروسات، وهو مخصص للإعطاء عن طريق الحقن العضلي.
بدأ تطوير اللقاح في أوائل عام 2020، وفي أغسطس 2020، تلقت الشركة المطورة 56 مليون دولار كندي من الحكومة الفدرالية الكندية لدعم أبحاث وإنتاج اللقاح، في حين دخل اللقاح المرحلة الأولى من التجارب السريرية في 9 مارس 2021.